# Aurel Stein
Marc Aurel Stein (węg. Stein Márk Aurél, ur. 26 listopada 1862 w Budapeszcie, zm. 26 października 1943 w Kabulu) – brytyjski podróżnik i archeolog, badacz Azji Środkowej.
Pochodził z żydowskiej rodziny mieszkającej na Węgrzech, jednak w 1884 wyemigrował do Wielkiej Brytanii i przyjął brytyjskie obywatelstwo. W latach 1888–1899 był dyrektorem Oriental College w Lahore.
W latach 1900, 1906-1908, 1913-1916 oraz 1930 odbył ekspedycje do Azji Środkowej i Turkiestanu Chińskiego, badając historię Jedwabnego Szlaku. W czasie drugiej ekspedycji odkrył dla świata zachodniego Groty Tysiąca Buddów w Dunhuangu, gdzie odnalazł liczne buddyjskie eksponaty, takie jak obrazy, chorągwie świątynne i liczne dokumenty pisane z X-XI wieku (w tym słynne manuskrypty, które odkupił od tamtejszego mnicha Wanga Yuanlu).
Relacje ze swoich podróży i badań terenowych opisał m.in. w dwutomowej pracy Ancient Khotan (1907), dwutomowej Ruins of Desert Cathay (1912), pięciotomowej Serindia (1921) i czterotomowej Innermost Asia (1928).
Był członkiem zagranicznym Królewskiej Holenderskiej Akademii Sztuk i Nauk.
Zmarł w wieku osiemdziesięciu jeden lat, podczas przygotowań do kolejnej wyprawy.